# S&P 500

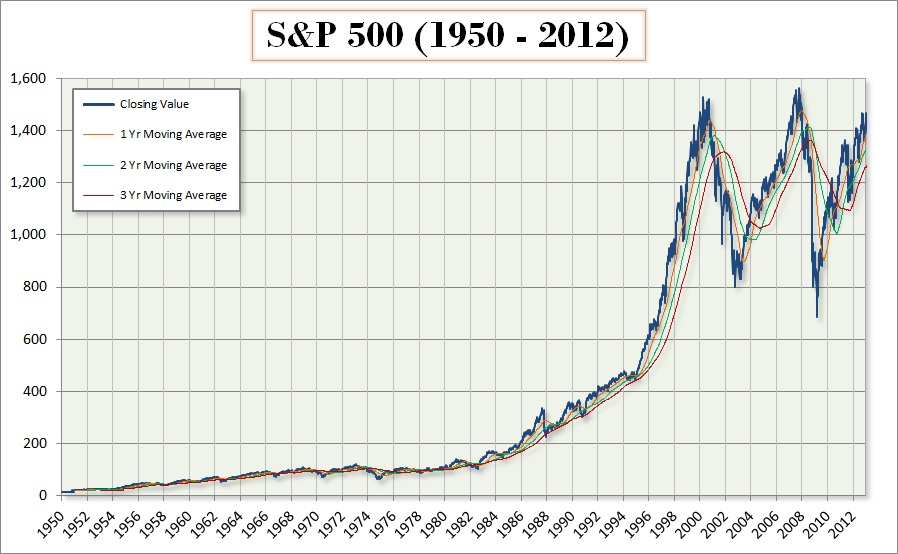
Indexutveckling 1950–2012

S&P 500 (Standard & Poor's 500) är ett aktieindex över 500 stora börsnoterade aktiebolag som handlas i USA. Det är det näst största indexet i USA efter Dow Jones Industrial Average. Aktierna som ingår i indexet handlas på New York Stock Exchange eller NASDAQ och väljs ut av en kommitté som väljer ut aktierna så att indexet ska vara representativt för USA:s industri. Företagen som räknas med i S&P 500 är alla amerikanska och har ett marknadsvärde på 5,3 miljarder US dollar eller mer. Indexet S&P 500 är utvecklat av institutet Standard & Poor's i USA och underhålls av S&P Dow Jones Indicies som är ett samriskföretag, majoritetägt av McGraw Hill Financial. Samma företag ansvarar även för Dow Jones Industrial Average.

## Historia

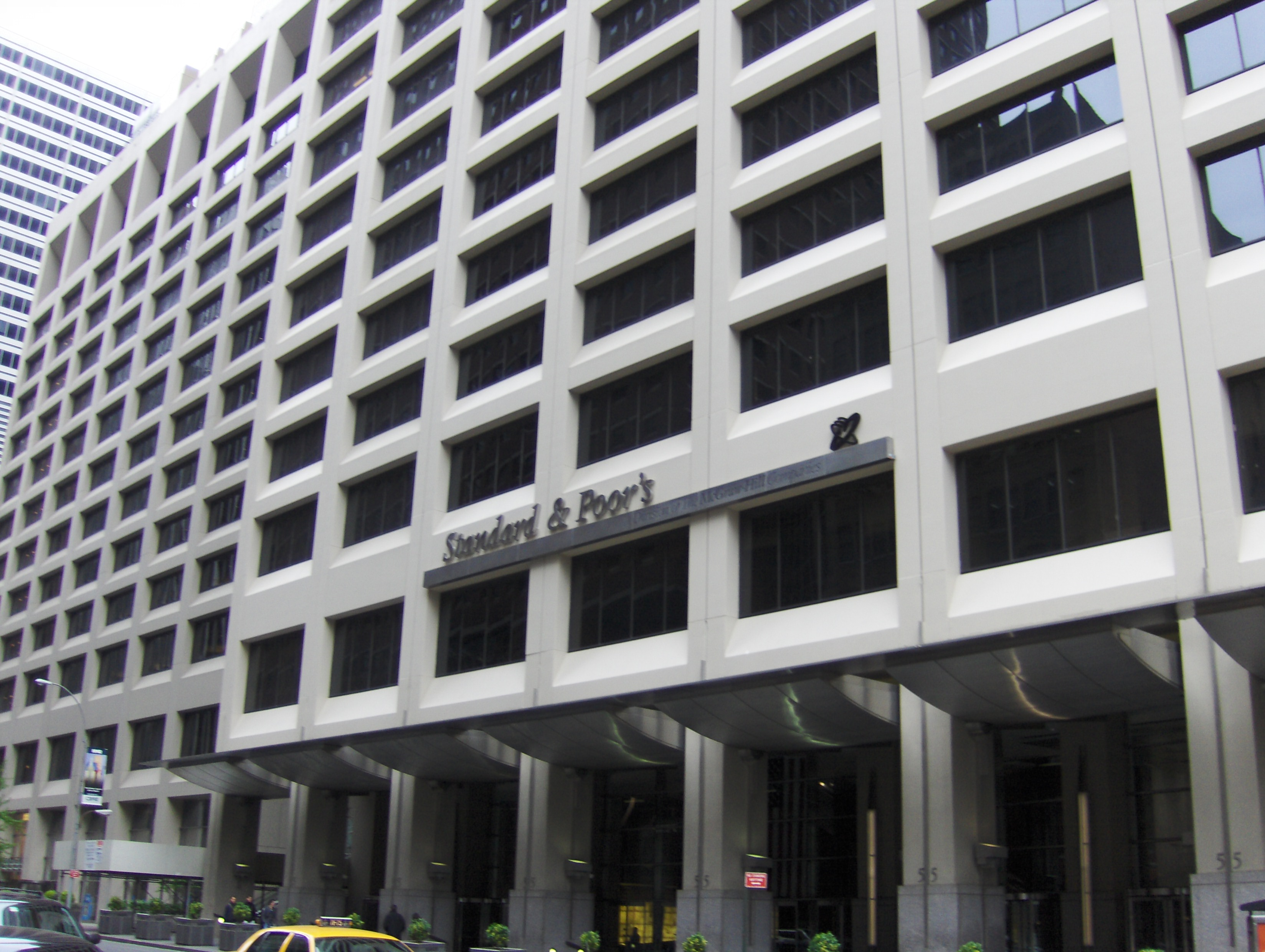
Standard & Poor's huvudkontor(2008) på 55 Water Street, New York City

Indexet S&P 500 har funnits sedan 1957. Institutet bakom indexet, Standard & Poor's, slogs ursprungligen ihop av två olika bolag varav det ena hette Standard Statistics. Deras första aktieindex kom redan 1923. Indexets nuvarande form börjades tas form just år 1957. Teknologiutvecklingen medförde att indexet kunde sammanställas i realtid vilket även medförde att indexet fick en större spridning. S&P 500 kom då att bli en av de ledande indexen för investerare.
Under årens lopp har indexet haft både höga och låga värden. Den 24 mars 2000 stod indexet i 1,557.87, det var på toppen av den så kallade IT-bubblan. Indexet som återspeglar den amerikanska aktiemarknaden, föll sedan cirka 50 % 768.63 den 10 oktober 2002. Rekordet skulle stå sig i sju år. I mitten av 2007 började den så kallade bolånekrisen sprida sig till den finansiella sektorn i USA. I september 2008 blev situationen ohållbar vilket medföljde stor volatilitet i marknaden och indexet tappade stort. Den nionde mars 2009 stod indexet i 676.53 punker vilket var nytt 13 års lägsta. Denna händelse kom i kölvattnet av  den globala finanskrisen 2007–2008.

## Kriterier
Beståndsdelarna av S&P 500 är utvalt av en kommitté. När kommittén utvärderar om ett bolag ska tas med i indexet utgår de främst från åtta primära kriterier: börsvärde, likviditet, hemvist, public float, Global Industry Classification Standard, finansiell hållbarhet, tid som bolaget har varit möjligt att handla aktier i för allmänheten samt var aktien är noterad. Kommittén väljer ut amerikanska bolag på ett sådant sätt så att de är representativa för den amerikanska ekonomin. För att bli tillagd i indexet måste företaget uppnå kommitténs krav inom dessa åtta områden. Företaget måste även uppnå dessa tre likviditetsbaserade krav:
- Börsvärde över eller lika med 5,3 miljarder USD
- Varje aktie som är tillgänglig allmänheten måste ha ett värde över 1 USD[6]
- Ett minimum på 250 000 aktier i omsättning varje månad i sex månader fram till bedömningsdatumet.

Bolagen måste vara publikt listade på NYSE(NYSE Arca eller NYSE MKT) eller NASDAQ(NASDAQ Global Select Market, NASDAQ Select Market eller NASDAQ Capital Market).

## Beräkning

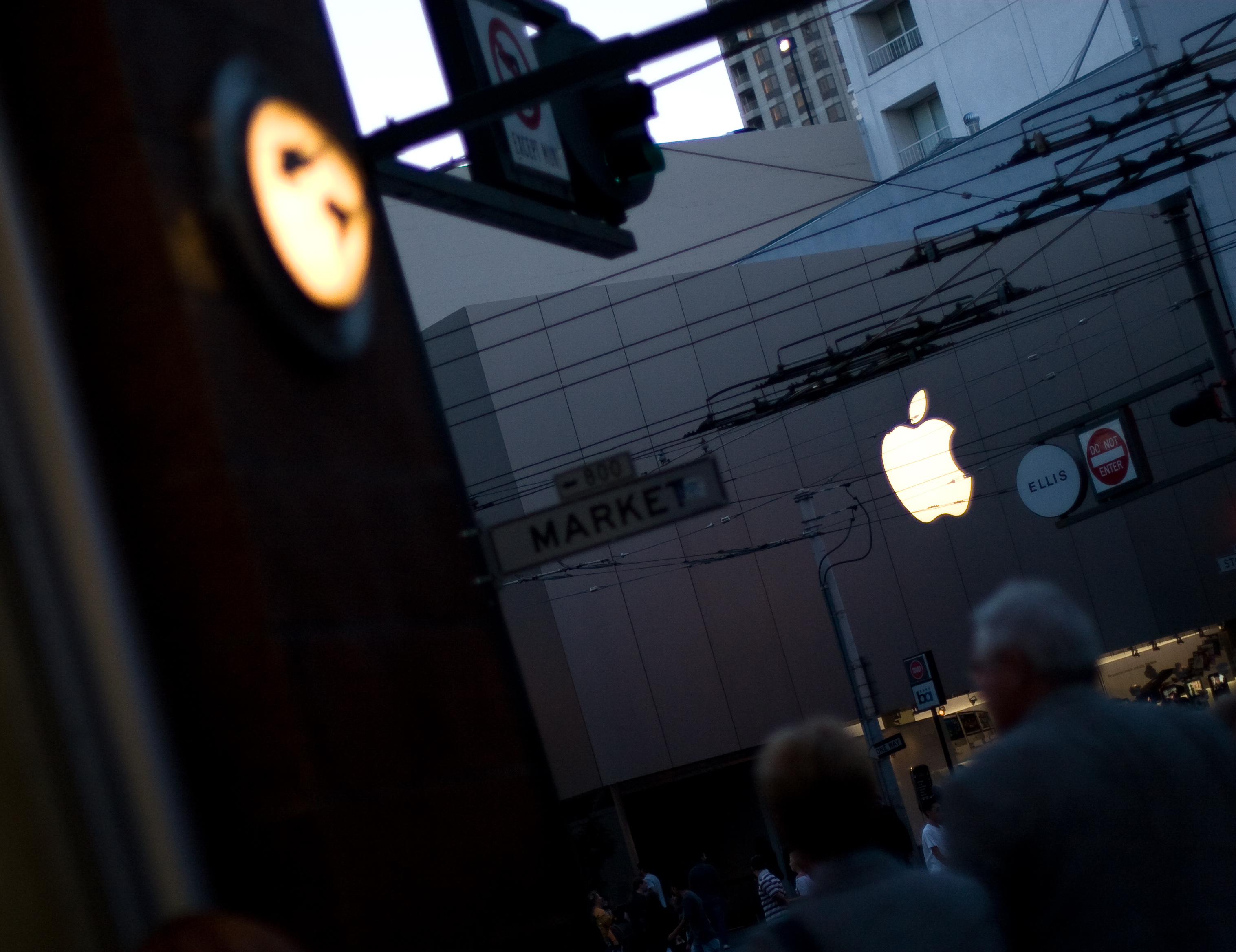
Apple är ett av de bolag som påverkar S&P 500 mest.

Värdet på indexet S&P 500 ändras konstant baserat på de 500 underliggande värdepapperna. Indexet är beräknat ur det genomsnittliga börsvärdet på företagen och företagens börsvärden är viktade mot indexet. Detta betyder till exempel att om ett företag är värt 1 miljon USD och indexets totala värde är 100 miljoner USD så utgör förenklat nog företaget en procent av indexet. En annan version av index i är "price-weighted index" där man istället utgår från bolagens pris per aktie. Detta system tillämpar till exempel indexet Dow Jones Industrial Average. För att beräkna värdet på indexet och därmed kunna fastställa förändringarna i värdet under tid som just marknaden är intresserad av, summeras bolagens justerade marknadsvärde för att sedan divideras av en faktor. Denna faktor refereras ofta som "the Divisor". För att kunna fastställa varje företags enskilda påverkan på indexet divideras aktien med det totala värdet på indexet. Formeln för att räkna ut indexvärdet är följande:
{\displaystyle {\text{Index Level}}={\sum \left({P_{i}}\cdot {Q_{i}}\right) \over Divisor}}
P står för pris per aktie och Q står för antalet aktier som är tillgängliga för allmänheten. Indexet uppdateras var 15:e sekund under dagar då de amerikanska börserna är uppdaterade. Nivåerna distribueras främst av Reuters America, Inc, en del av Thomas Reuters Corporation.